# يوم قومي للملابس الحمراء

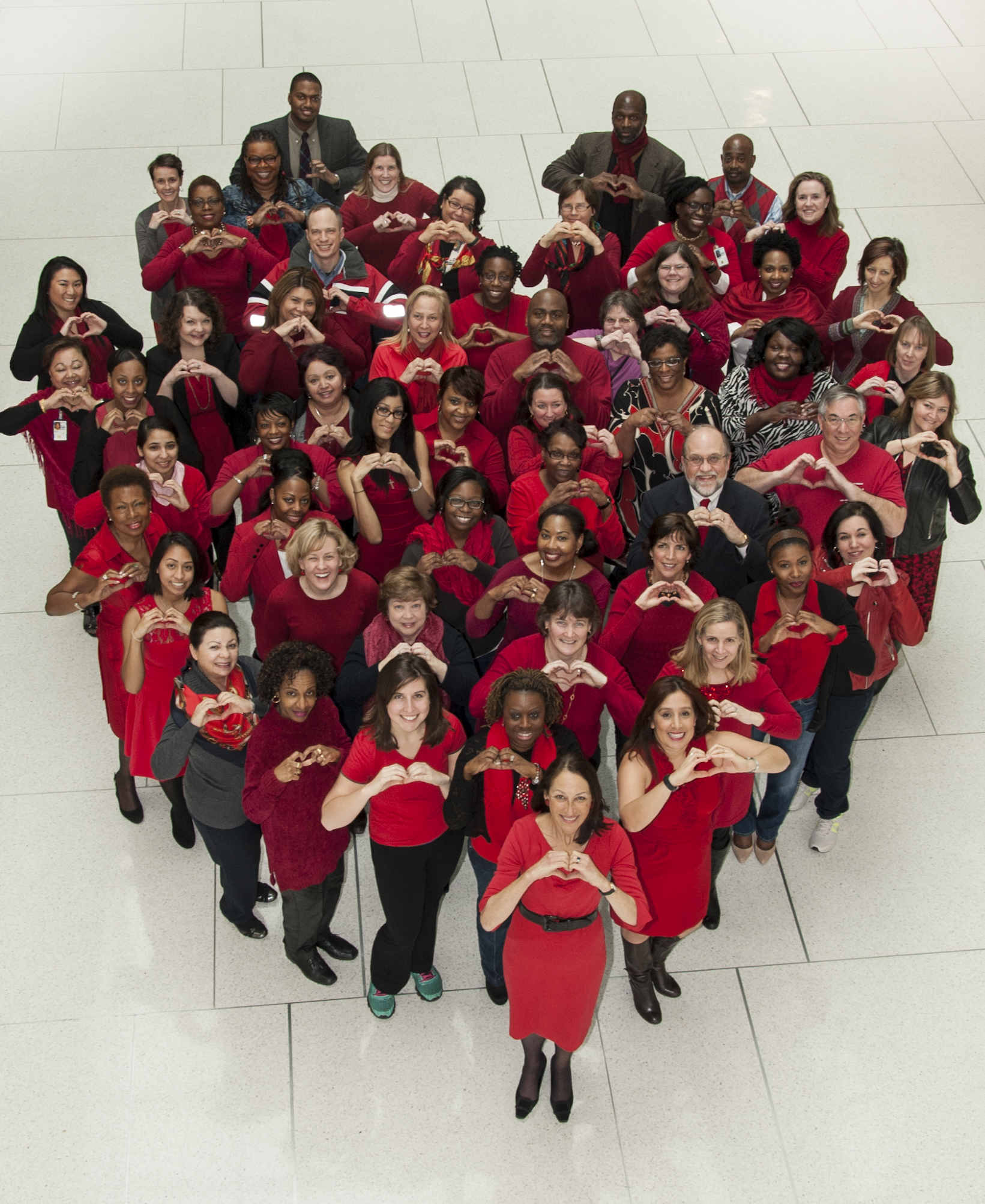
موظفو إدارة الغذاء والدواء الأمريكية يحتفلون بيوم ارتداء الملابس الحمراء.

اليوم القومي للملابس الحمراء هو يوم في فبراير يرتدي فيه الكثير من الناس الملابس الحمراء لإظهار دعمهم للوعي بمرض القلب.

## في الولايات المتحدة
هذا اليوم في أمريكا هو أول يوم جمعة من فبراير كل عام، حيث يرتدي فيه الناس الملابس الحمراء.
حقيقة القلب — عبارة عن حملة قومية للنساء حول أمراض القلب يرعاها المعهد القومي لأمراض القلب والرئة والدم، وهو جزء من المعاهد القومية للصحة، بوزارة الصحة والخدمات البشرية الأمريكية. وقد قامت حملة حقيقة القلب، والتي صممت لتحذير النساء من التهديد الأول الذي يواجه صحتهن، بعمل وتقديم الفستان الأحمر ليكون الرمز القومي للنساء والوعي بأمراض القلب في عام 2002 لتوفير جرس إنذار هام للمرأة الأمريكية.

## في المملكة المتحدة
اليوم القومي للملابس الحمراء هو اليوم السادس والعشرين من فبراير، وتديره مؤسسة القلب البريطانية. ويعد شهر فبراير هو شهر القلب القومي في مؤسسة القلب البريطانية، واليوم القومي للملابس الحمراء هو يوم الاحتفال السنوي في مركز زيادة الوعي بأمراض القلب في المملكة المتحدة. وقد قامت مؤسسة القلب البريطانية بعمل هذا اليوم، وقد حاز هذا اليوم على الاهتمام يومًا بعد يوم.

## وصلات خارجية
- NIH Wear Red Day page
- British Wear Red Day
- American Heart Association Wear Red Day